# Beschizi

Beschizii Orientali în roșu

Beschizii sau Munții Beschizi (în poloneză Beskidy, în cehă Beskydy, în slovacă Beskydy, în rusină Бескиды (Beskydŷ), ucraineană Бескиди (Beskydy)) sunt o serie de lanțuri muntoase din Carpați, care se întind din Cehia în vest, de-a lungul graniței cu Polonia, până în estul Slovaciei. Cel mai înalt munte din Beschizi este Hoverla, la 2.061 m (6.762 ft).